# Manhattan West
Manhattan West är ett 3,2 hektar (åtta acres) stort byggnadskomplex som ligger på Manhattan i New York, New York i USA, granne med ett annat byggnadskomplex Hudson Yards. Manhattan West består av tre skyskrapor och tre höghus.
Byggnadskomplexet kostade totalt 4,5 miljarder amerikanska dollar att uppföra.

## Byggnader
|  | Namn                          | Topphöjd | Våningar | Invigd | Typ       |
|  | ----------------------------- | -------- | -------- | ------ | --------- |
|  | One Manhattan West            | 303,6    | 67       | 2019   | Kontor.   |
|  | Two Manhattan West            | 285      | 58       | 2023   | Kontor.   |
|  | The Eugene (3 Manhattan West) | 222,5    | 64       | 2017   | Bostäder. |
|  | Four Manhattan West           | ?        | 13       | 2021   | Kontor.   |
|  | Five Manhattan West           | 79,9     | 15       | 2017   | Kontor.   |
|  | Pendry Manhattan West         | 85,8     | 22       | 2021   | Hotell.   |